# Tempted by Necessity
Tempted by Necessity è un cortometraggio muto del 1912 diretto da Lem B. Parker. Prodotto dalla Selig Polyscope Company da un soggetto di Chris Lane, il film aveva come interpreti Carl Winterhoff, Winifred Greenwood, Lillian Leighton, Mac Barnes.

## Trama
Impiegato di uno studio immobiliare, Jim Rogers viene incaricato di effettuare il quotidiano deposito in banca. Lungo la strada, però, si ferma per fare da paciere tra un marito e una moglie che stanno litigando. Distratto e malmenato per la sua interferenza nella lite, non si accorge che troppo tardi che il denaro dello studio gli è stato rubato. Licenziato in tronco dal suo datore, Jim non riesce più a trovare lavoro. Ridotto alla fame, finisce per accettare di collaborare con Dan Tracy, il ladro che l'ha derubato dei soldi, e acconsente ad aiutarlo a far saltare per aria un treno. Sua moglie cerca di farlo ragionare e così, quando arriva il momento, Jim si rivolta contro Tracy. Ma anche questa volta ha la peggio, e finisce a terra, incosciente per le botte. La moglie lo raggiunge alla stazione e lo risveglia. Insieme all'operatore, evitano la tragedia: dopo avere sopraffatto il pazzo, riescono a spegnere in tempo l'interruttore attivato Tracy.

## Produzione
Il film fu prodotto dalla Selig Polyscope Company.

## Distribuzione
Distribuito dalla General Film Company, il film - un cortometraggio di una bobina - uscì nelle sale cinematografiche statunitensi il 23 ottobre 1912. Nel Regno Unito, venne distribuito il 16 gennaio 1913.